# Vai que Cola 2 – O Começo
Vai Que Cola 2 – O Começo é um filme brasileiro do gênero comédia, dirigido por César Rodrigues. O filme é uma prequela do longa-metragem lançado em 2015, intitulado Vai que Cola – O Filme, ou seja, os eventos do filme se passam antes do primeiro. Ambos, são derivados da sitcom de grande sucesso de mesmo nome exibido pelo canal a cabo Multishow. A classificação indicativa do filme é: não recomendado para menores de 12 anos.

## Sinopse
Muito antes de socializarem quase todos os dias na pensão da Dona Jô (Catarina Abdala), Jéssica (Samantha Schmütz), Ferdinando (Marcus Majella), Máicol (Emiliano D'Ávila) sequer se conheciam. Mas Terezinha (Cacau Protásio) decide organizar uma grande feijoada no Morro do Cerol, onde todos eles se encontram pela primeira vez, da maneira mais inusitada possível.
O filme mostra o grande amor de Terezinha, Tiziu, como nunca foi mostrado na série.

## Elenco
- Samantha Schmütz como Jéssica Maria da Anunciação Prazeres Manchette
- Marcus Majella como Ferdinando Beyoncé Ramirez Montenegro Thimberg de Albuquerque Pampec de Lá Touche Tuane de Bouda
- Emiliano D'Ávila como Máicol da Silva
- Cacau Protásio como Tereza Sampaio Tiziu (Terezinha)
- Catarina Abdalla como Maria Joana da Anunciação Prazeres (Dona Jô)
- Fiorella Mattheis como Maria Aparecida de Cascadura / Velna Potocení
- Silvio Guindane como Lacráia Jackson
- Marcelo Médici como Sanderson da Anunciação
- Paulinho Serra como Zélio
- Fábio Lago como Tiziu
- Érico Brás como Afrânio
- Alice Morena como Shirley